# Saori Miyazaki
Saori Miyazaki (宮崎早織?, Miyazaki Saori; 27 agosto 1995) è una cestista giapponese.

## Carriera
Con il Giappone ha disputato i Giochi olimpici di Tokyo 2020 e i Campionati mondiali del 2022.